# Bayerisches Hauptstaatsarchiv

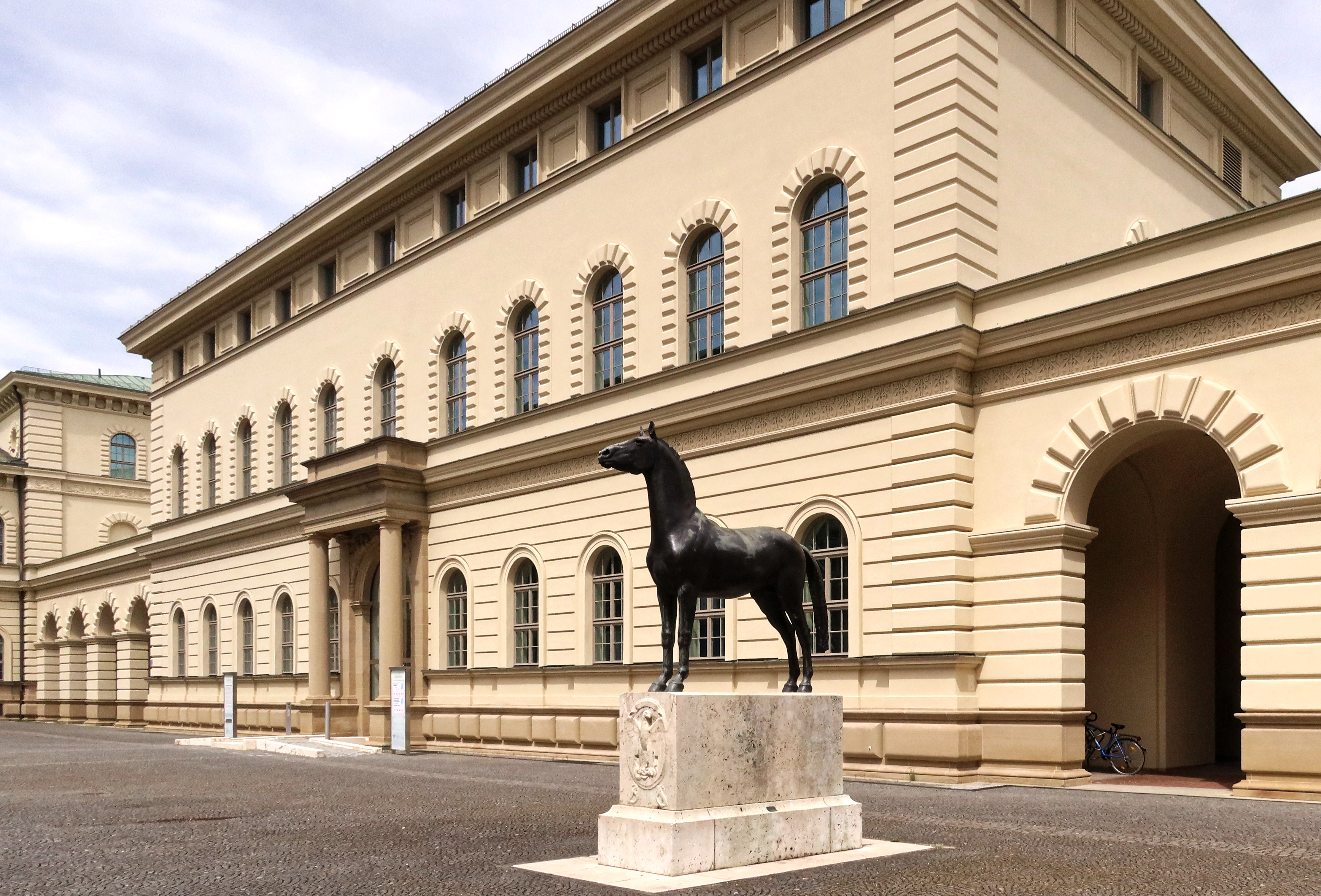
Bayerisches Hauptstaatsarchiv in der Schönfeldstraße

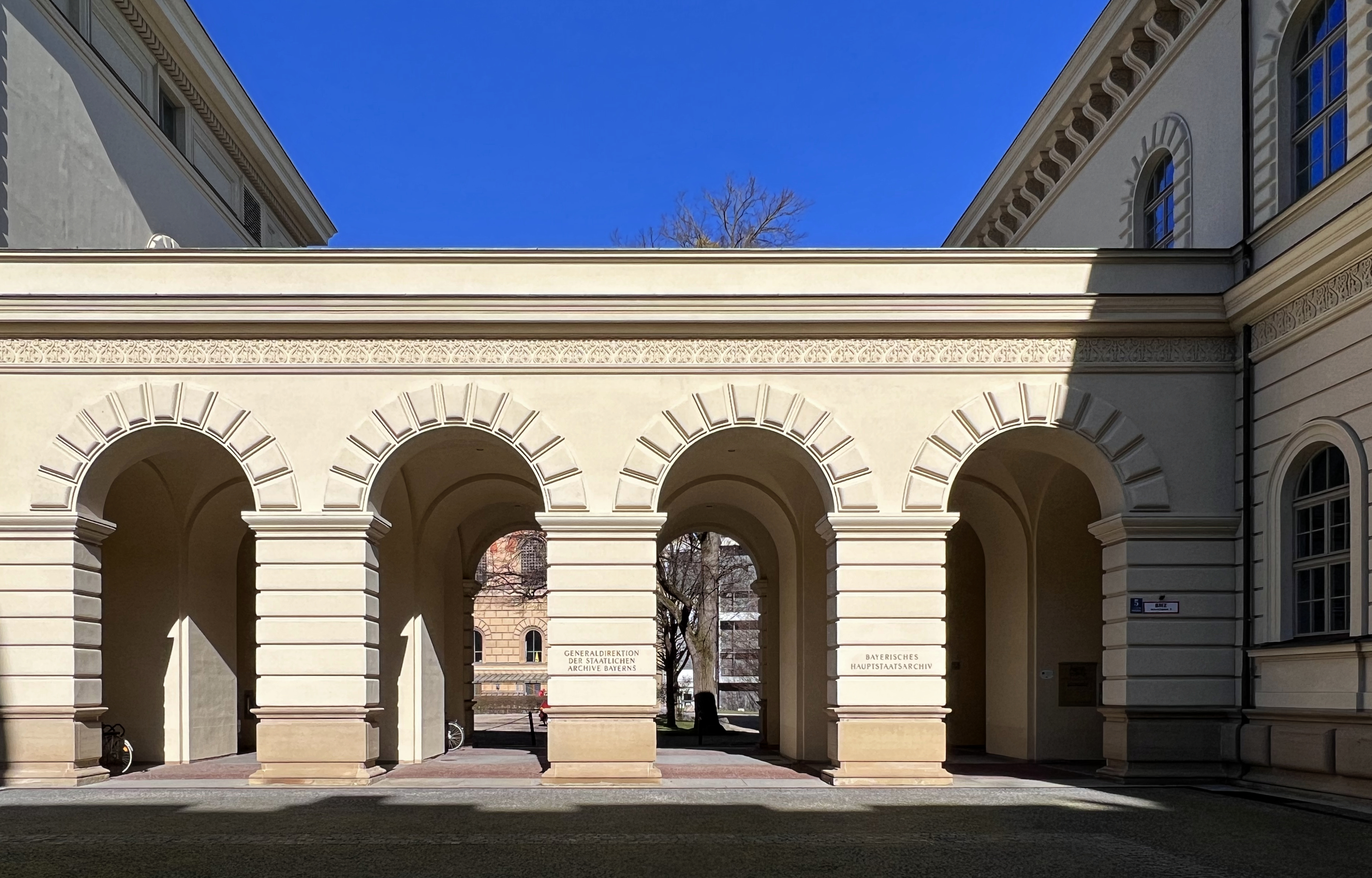
Eingang zum Hauptstaatsarchiv

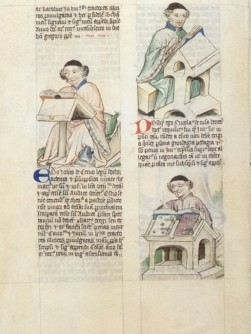
Mittelalterliche Handschrift im Staatsarchiv

Das Bayerische Hauptstaatsarchiv in München ist das größte bayerische Staatsarchiv und aufgrund der weit zurückreichenden Geschichte Bayerns eines der bedeutendsten Archive in Europa.

## Geschichte
Als Zentralarchiv umfasst es Akten des ehemaligen Herzogtums, des Kurfürstentums und des Königreichs sowie des heutigen Freistaates Bayern. Es werden Unterlagen (z. B. Urkunden, Akten, Karten und Pläne) der Verwaltung der für das gesamte Staatsgebiet zuständigen Behörden und Einrichtungen Bayerns vom Aufkommen der Schriftlichkeit in der Verwaltung bis heute aufbewahrt. Vorgängerinstitution war das Königlich Bayerische Allgemeine Reichsarchiv, das 1921 in Bayerisches Hauptstaatsarchiv umbenannt wurde. Das Bayerische Hauptstaatsarchiv befand sich bis zu dessen Zerstörung 1944 zusammen mit der Bayerischen Staatsbibliothek in dem 1843 fertiggestellten Monumentalbau Ludwigstraße 16. Der Generaldirektor Wilhelm Winkler setzte durch, dass das Hauptstaatsarchiv nach dem Krieg im Gebäude Arcisstraße 12, einem der sogenannten Führerbauten, provisorisch untergebracht werden konnte.
Die heutigen Gebäude des Bayerischen Hauptstaatsarchivs (ehemaliges Bayerisches Kriegsministerium von Leo von Klenze) liegen (seit 1978) in der Schönfeldstraße 5–11, einer Seitenstraße der Ludwigstraße, in unmittelbarer Nachbarschaft des Staatsarchivs München, des Instituts für Bayerische Geschichte und der Bayerischen Staatsbibliothek.

## Leiter des Hauptstaatsarchivs
Bis 1971 führten die Generaldirektoren der Staatlichen Archive Bayerns zugleich das Hauptstaatsarchiv. Erst seitdem gibt es einen eigenen Leiter für dieses Archiv.
| Name                | Amtszeit  |
| ------------------- | --------- |
| Karl Puchner        | 1971–1972 |
| Josef Hemmerle      | 1972–1979 |
| Hildebrand Troll    | 1980–1987 |
| Erich Stahleder     | 1987–1995 |
| Hermann Rumschöttel | 1995–1998 |
| Joachim Wild        | 1998–2007 |
| Gerhard Hetzer      | 2007–2018 |
| Bernhard Grau       | 2018–2022 |
| Christoph Bachmann  | seit 2023 |

## Bestände
Die Bestände des Bayerischen Hauptstaatsarchivs umfassen zurzeit über 3,5 Millionen Archivalieneinheiten im Umfang von etwa 47.000 laufenden Metern (lfm). Sie umfassen im Einzelnen:
- für die Zeit vor 1800 283.000 Urkunden (3.500 lfm), 600.000 Akten und Bände (12.700 lfm) und nach Metern nicht erfasste Selekten und Sammlungen von 25.000 Karten und Plänen sowie 220.000 Siegelreproduktionen und Wappenbilder
- für die Zeit nach 1800 5.300 Urkunden (90 lfm), 1.460.000 Akten (27.800 lfm), 307.000 Karten und Plänen, modernes Sammlungsgut (Plakate, Flugblätter, Fotos, Bilder etc.) im Umfang von 441.000 Einheiten (1.350 lfm) und Archivalien in Filmform mit 150.000 Einheiten.

Das Bayerische Hauptstaatsarchiv gliedert sich in folgende Abteilungen:
- Abt. I: Ältere Bestände bis 1800
- Abt. II: Neuere Bestände ab 1800
- Abt. III: Geheimes Hausarchiv (Ludwigstr. 14)[2]
- Abt. IV: Kriegsarchiv (Leonrodstr. 57)
- Abt. V: Nachlässe und Sammlungen

Für die ehemaligen Rentmeisterämter München und Burghausen und staatliche Mittel- und Unterbehörden sowie Gerichte im Regierungsbezirk Oberbayern ist das benachbarte Staatsarchiv München zuständig.
Weitere bayerische Staatsarchive sind:
Staatsarchiv Amberg, Staatsarchiv Augsburg, Staatsarchiv Bamberg, Staatsarchiv Coburg, Staatsarchiv Landshut, Staatsarchiv Nürnberg und Staatsarchiv Würzburg.